# Al-Burj, al-Bab
al-Burj (tiếng Ả Rập: البرج), cũng đánh vần Borj, là một ngôi làng ở phía bắc tỉnh Aleppo, tây bắc Syria. Nằm ở phía bắc dãy núi Aqil, giáp với đồng bằng Queiq ở phía tây, nó nằm giữa al-Rai và al-Bab, cạh 40 kilômét (25 mi)  phía đông bắc thành phố Aleppo và 12 km (7,5 mi) phía nam biên giới với tỉnh Kilis của Thổ Nhĩ Kỳ. Al Burj đã bị Quân đội Syria Tự do do Thổ Nhĩ Kỳ hậu thuẫn từ ISIS, vào ngày 7 tháng 11 năm 2016. Về mặt hành chính, ngôi làng thuộc Nahiya al-Bab ở quận al-Bab. Các địa phương lân cận bao gồm Tall Battal cách 4 km (2,5 mi) về phía nam và Ka'ibah cách 4 km (2,5 mi) về phía tây bắc, trên đồng bằng Queiq. Trong cuộc điều tra dân số năm 2004, al-Burj có dân số 236 người.